# ادولدو (بازیکن فوتبال، زاده ۱۹۶۶)
ادولدو (انگلیسی: Edvaldo؛ زادهٔ ۱۰ مارس ۱۹۶۶) بازیکن فوتبال اهل برزیل است.
از باشگاه‌هایی که در آن بازی کرده‌است می‌توان به باشگاه فوتبال المپیاکوس اشاره کرد.